# Афанасьєва Тетяна Олексіївна
Тетяна Олексіївна Афанасьєва (рос. Татьяна Алексеевна Афанасьева), у шлюбі Еренфест-Афанасьєва (19 листопада 1876, Київ — 14 квітня 1964, Лейден) — голландська і російська математикиня.

## Біографія
Тетяна Афанасьєва народилася у Києві (Російська імперія, тепер Україна) 19 листопада 1876 року. Після смерті батька вона виховувалася дядьком у Санкт-Петербурзі, де відвідувала педагогічний коледж для жінок; згодом викладала на Вищих жіночих курсах.
1902 року Тетяна Афанасьєва поїхала до Німеччини, де проходила стажування в Геттінгенському університеті. Там вона познайомилася, а 21 грудня 1904 одружилася з Паулем Еренфестом, фізиком-теоретиком з Австрії. Наступного року народила доньку Тетяну. У 1907 році пара переїхала до Санкт-Петербурга
Надії чоловіка на отримання постійного місця роботи в Російській імперії не справдилися, тому 1912 року подружжя переїхало до Лейдена, де він отримав роботу в Лейденському університеті і став наступником професора Гендріка Антона Лоренца.
Тетяна Еренфест-Афанасьєва тісно співпрацювала зі своїм чоловіком на науковій ниві. Разом з ним зробила класичний огляд статистичної механіки Больцмана. Крім того, вони публікували багато робіт на різні теми, зокрема з випадковості і ентропії; складали підручники з геометрії для дітей.
У шлюбі народила четверо двох синів і двох доньок, одна з яких — Тетяна Еренфест — теж стала відомим математиком.